# Rhaphidorrhynchium quaylei
Rhaphidorrhynchium quaylei är en bladmossart som beskrevs av Edwin Bunting Bartram 1933. Rhaphidorrhynchium quaylei ingår i släktet Rhaphidorrhynchium och familjen Sematophyllaceae. Inga underarter finns listade i Catalogue of Life.